# Anatolij Sołowjanenko
Anatolij Borysowycz Sołowjanenko (ukr. Анатолій Борисович Солов'яненко; ur. 25 września 1932 w Stalino, zm. 29 lipca 1999 w Kozynie) – ukraiński śpiewak operowy, Ludowy Artysta ZSRR (1975), kawaler Orderu Lenina (1980), Państwowej Nagrody im. Tarasa Szewczenki (1977), Bohater Ukrainy (2008). Od 1966 roku – solista Opery Kijowskiej. Uważany za jednego z najwybitniejszych śpiewaków  Ukrainy.